# Roschergambiet
Het Roschergambiet is in de opening van een schaakpartij een variant van de schaakopening Pirc-verdediging en heeft als beginzetten: 1.e4 d6 2.d4 Pf6 3.Pf3 Pxe4
Eco-code B 07.